# Ishidaella albomarginata
Ishidaella albomarginata är en insektsart som beskrevs av Victor Antoine Signoret 1853. Ishidaella albomarginata ingår i släktet Ishidaella och familjen dvärgstritar. Inga underarter finns listade i Catalogue of Life.